# هنري بول (سياسي)
هنري بول (بالإنجليزية: Henry Bull) هو سياسي أمريكي، ولد في 1610، وتوفي في 1694 في نيوبورت في الولايات المتحدة.